# ノーマ・ジーン (バンド)
ノーマ・ジーン(英: Norma Jean)はアメリカ合衆国ジョージア州ダグラスヴィル出身のメタルコアバンドである。バンド名の由来はマリリン・モンローの本名にちなんだもの。
ボーカルのコリー・ブランダン個人はクリスチャンだが、彼は自分のグループが完全なクリスチャン・バンドとは言えず、全ての人が関心を持つような作品を発表したいと語っている。

## メンバー

### 現在
- Cory Brandan Putman – ボーカル、ギター
- Chris Day – ギター
- Jeff Hickey – ギター
- Jake Schultz – ベース
- Chris Raines – ドラム、パーカッション

### 元メンバー
- Daniel Davison – ドラム、パーカッション (1997～2007)
- Josh Doolittle – ベース (1997～2002)
- Scottie Henry – ギター (1997～2011)
- Brad Norris – ボーカル (2002～2004)
- Josh Scogin – ボーカル (1997～2002)

## ディスコグラフィ
- Bless the Martyr and Kiss the Child (2002)
- O God, the Aftermath (2005)
- Redeemer (2006)
- The Anti Mother (2008)
- Meridional (2010)
- Wrongdoers (2013)
- Polar Similar (2016)
- All Hail (2019)